# VSNL Transatlantic
VSNL Transatlantic (dawniej TGN Transatlantic) – światłowodowy podmorski kabel telekomunikacyjny przez Atlantyk łączący Stany Zjednoczone z Wielką Brytanią. Składa się z dwóch niezależnych tras kablowych, łączących się na obu brzegach Atlantyku, po 4 pary włókien każda, o przepustowości 64*10 Gbit/s, czyli łącznie 5,120 Tbit/s. Operatorem połączenia jest indyjska firma Videsh Sanchar Nigam.

## Punkty styku z lądem
- Wall Township, USA
- Highbridge, Wielka Brytania